# 四合屯站
四合屯站是位于吉林省洮南市四合屯的一个铁路车站，邮政编码137101。车站建于1972年，有平齐铁路经过该站，现不办理客货运业务，车站及其上下行区间均未电气化。车站距离四平站297公里，隶属哈尔滨铁路局，是五等站。